# Tarucus nigra
Tarucus nigra är en fjärilsart som beskrevs av Bethune-Baker 1918. Tarucus nigra ingår i släktet Tarucus och familjen juvelvingar. Inga underarter finns listade i Catalogue of Life.